# Pachliopta kotzebuea
Pachliopta kotzebuea is een vlinder uit de familie van de pages (Papilionidae).

## Kenmerken
De vlinder heeft een overwegend rood lichaam. De dorsale zijden van de vleugels en de ventrale zijde van de voorvleugels zijn geheel zwart. Op beide achtervleugels bevindt zich langs de rand van de ventrale] zijde een rij van heldere neonroze stippen. De onderzijde van het lichaam heeft dezelfde opvallend roze kleur.

## Verspreiding en leefgebied
De soort is endemisch op enkele Filipijnse eilanden, en komt daar voor langs bosranden.

## Waardplanten
De waardplanten van de rups behoren tot het geslacht Aristolochia. Omdat planten van dit geslacht giftig zijn, is de vlinder dit ook voor insecteneters, maar naar verluidt zijn spinnen en mieren voor het gif niet gevoelig.

## Ondersoorten
- Pachliopta kotzebuea kotzebuea (Filipijnen: West- en Centraal-Luzon)
- Pachliopta kotzebuea bilara Page & Treadaway, 1995 (Bohol en Cebu)
- Pachliopta kotzebuea deseilus (Fruhstorfer, 1911) (Mindoro, Marinduque, Masbate, Ticao, Panay, Negros en Sibuyan)
- Pachliopta kotzebuea mataconga Page & Treadaway, 1995 (Zuid-Luzon)
- Pachliopta kotzebuea philippus (Semper, 1891) (Samar, Leyte, Dinagat, Mindanao, Panaon, Camiguin, Siargao, Homonhon, Sarangani)
- Pachliopta kotzebuea tindongana Page & Treadaway, 1995 (Noordoost-Luzon, Babuyaneilanden)